# Tomáš Hubočan
Tomáš Hubočan (ur. 17 września 1985 w Żylinie) – słowacki piłkarz występujący na pozycji obrońcy w cypryjskim klubie Omonia Nikozja. Były reprezentant Słowacji. 

## Kariera klubowa
Hubočan jest wychowankiem MŠK Žilina. W lidze zadebiutował 13 listopada 2004 roku w wygranym 6:0 meczu z MFK Ružomberok. W styczniu 2006 roku trafił na półroczne wypożyczenie do FC ViOn Zlaté Moravce. Po powrocie do Žiliny został podstawowym graczem zespołu, zdobył mistrzostwo kraju, a także trafił do najlepszej jedenastki sezonu. W lutym 2008 roku za kwotę prawie 4 milionów Euro trafił do Zenitu Petersburg. Już w pierwszym roku w nowych barwach zwyciężył w rozgrywkach o Superpuchar Rosji, a także Superpuchar Europy.
30 września 2008 roku dostał szansę debiutu w meczu Ligi Mistrzów przeciwko Realowi Madryt. Na nieszczęście zawodnika już w 4. minucie zaliczył samobójcze trafienie. Za kadencji trenerów Dicka Advocaata i Anatolija Dawydowa zaliczył zaledwie 22 mecze ligowe w ciągu dwóch lat. Dopiero w roku 2010 gdy trenerem został Luciano Spalletti Hubočan został podstawowym zawodnikiem Zenita. Wywalczył z klubem dwa mistrzostwa kraju: 2010, a także 2011/12. W roku 2014 po objęciu drużyny przez André Villas-Boasa Słowak trafił na listę transferową.
29 sierpnia 2014 roku Hubočan trafił do Dinama Moskwa. 4 grudnia w meczu przeciwko Mordowii zdobył pierwszego gola dla stołecznego klubu. W meczu 1. kolejki sezonu 2015/2016 został uderzony w twarz przez zawodnika Zenitu Javiego Garcíe. Hiszpan został zdyskwalifikowany na jeden meczu i przeprosił Słowaka za swoje zachowanie.
Po występie na Euro 2016 Słowak został wykupiony przez francuską drużynę Olympique Marsylia. Z zespołem z południa Francji związał się trzyletnią umową. Debiut w nowych barwach przypadł na mecz z Toulouse FC rozegrany 14 sierpnia 2016 roku. We Francji grał jednak niewiele co poskutkowało wypożyczeniem do tureckiego Trabzonsporu. W roku 2019 wygasł jego kontrakt w Marsylii i jako wolny zawodnik związał się umową z Omonią Nikozja. Na Cyprze został mistrzem kraju już w pierwszym sezonie.

## Kariera reprezentacyjna
W kadrze Słowacji zadebiutował 11 grudnia 2006 roku w towarzyskim meczu przeciwko ZEA. W 2010 roku znalazł się w szerokiej kadrze trenera Vladimíra Weissa na Mistrzostwa Świata, jednak ostatecznie nie pojechał na turniej do RPA.
W 2016 roku znalazł się już w składzie Słowacji na Mistrzostwa Europy. Na turnieju zagrał w dwóch meczach fazy grupowej przeciwko Rosji jak i Anglii.
22 lutego 2019 roku wraz z kolegami z drużyny Martinem Škrtelem i Adamem Nemecem ogłosili zakończenie występów w reprezentacji. 13 października 2019 roku w towarzyskim meczu przeciwko Paragwajowi pojawił się na boisku w 87. minucie w ramach pożegnania z kadrą.